# Athos Beuren

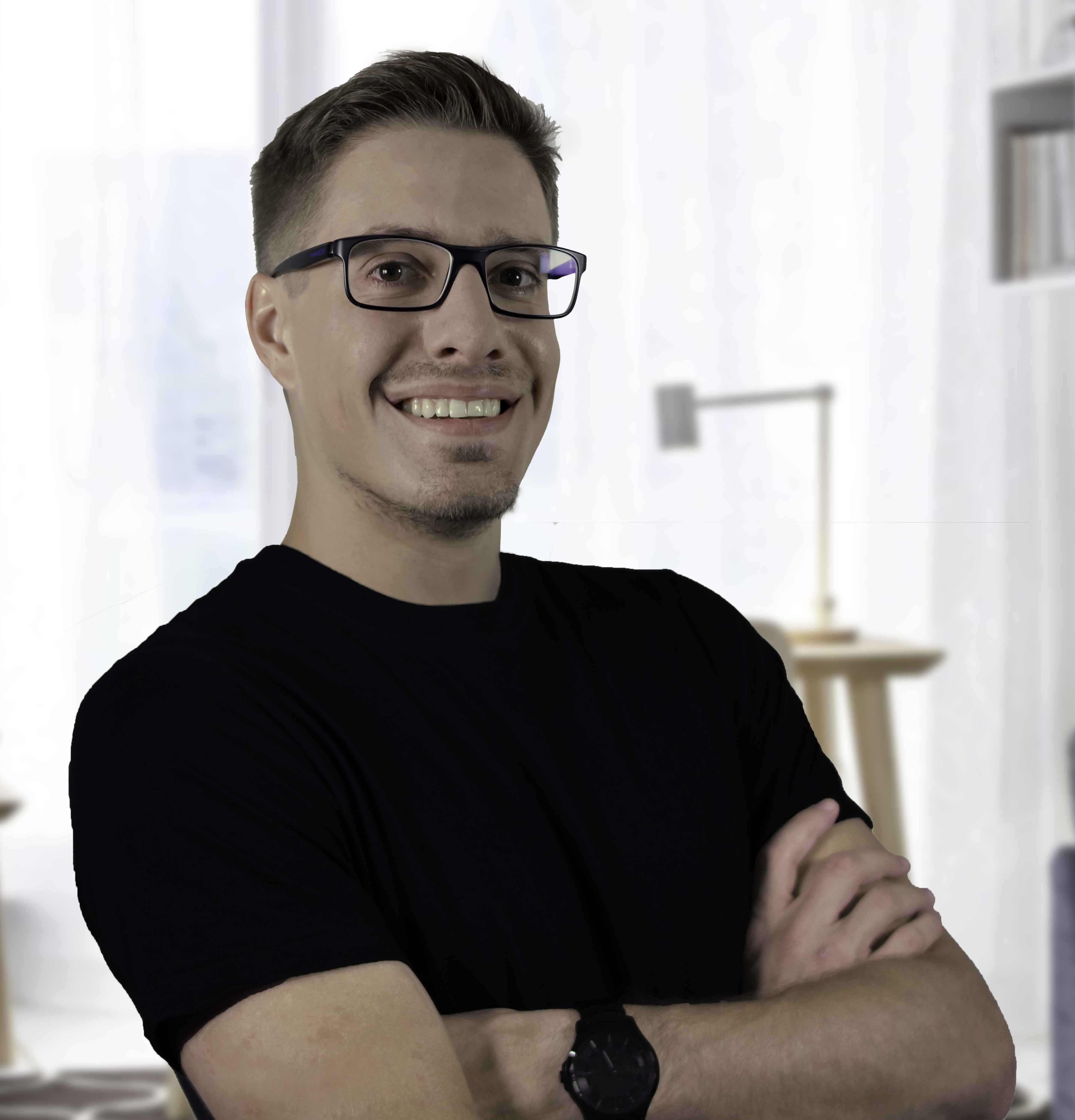
Athos Beuren

Athos Beuren (Porto Alegre, 22 de março de 1986) é um escritor brasileiro integrante da Associação Gaúcha de Escritores  e da Academia Literária do Vale do Rio dos Sinos. Formado em jornalismo, foi no Brasil um dos primeiros e mais jovens autores de livros-jogos (ligados aos jogos de RPG, são obras interativas de ficção onde o leitor participa da história escolhendo que caminhos seguir e que desafios enfrentar).
O autor teve seu trabalho inaugural publicado em 1997, quando tinha 10 anos de idade. Seu primeiro livro, Viver ou Morrer, recebeu o Prêmio Açorianos de Literatura – considerado o mais importante prêmio cultural do estado do Rio Grande do Sul – na categoria "Autor Revelação em Literatura Infantojuvenil". Athos teve obras prefaciadas por Maria Dinorah, Moacyr Scliar e Osvino Toillier. O título DezAventuras foi publicado também em Portugal.
Atualmente, Athos realiza palestras, dinâmicas e oficinas através do projeto Leitura & Aventura, utilizando mecânicas que envolvem trabalho de equipe, liderança, interpretação de papéis, raciocínio lógico e criatividade. A premissa do projeto é usar o fator lúdico dos livros-jogos e RPGs como ferramenta de ensino.

## História
Quando criança, Athos ficava encantado com as aventuras e admirava os heróis das histórias que seus pais lhe contavam na hora de dormir, o que o levou a gostar de ler, explorar novas narrativas e também criar seus próprios contos. Ao ganhar seu primeiro videogame, com o qual passou a interagir com o os personagens e enredos dos jogos, resolveu começar a elaborar pequenos jogos de tabuleiro com personagens interpretativos. A ideia de misturar games e literatura tomou forma quando Athos conheceu os Role-Playing Games e os livros-jogos da coleção Aventuras Fantásticas. Durante uma aula de português na escola, escreveu sua primeira aventura interativa. O texto cativou colegas e professores, motivando Athos a produzir mais histórias e as compartilhar. Em 1997, quando tinha ainda 10 anos de idade, lançou seu primeiro livro, Viver ou Morrer, como uma coletânea destas histórias criadas em sala de aula.

## Obras
- Viver ou Morrer - Volume 1[4]
- O Mistério da Gruta
- A Missão de Krogh
- Viver ou Morrer - Volume 2[5]
- O Senhor das Sombras[6]
- DezAventuras[7]
- O Inimigo Digital[8]
- Manto de Coragem
- O Fantasma do Relógio[9]
- Engasgo (poesia)